# Brennhaug Station
Brennhaug Station (Brennhaug stasjon) er en tidligere jernbanestation på Dovrebanen, der ligger i Dovre kommune i Norge.
Stationen åbnede 6. december 1913, da banen blev forlænget fra Otta til Dombås. Oprindeligt hed den Brennhaugen, men navnet blev til Brennhaug 23. april 1921. Den blev nedgraderet til holdeplads 1. december 1937 men atter opgraderet til station i december 1940. Betjeningen med persontog ophørte 30. maj 1965, men stationen blev fortsat betjent af godstog. Stationen blev fjernstyret 13. december 1968 og reduceret til fjernstyret krydsningsspor 30. maj 1983.
Stationsbygningen og pakhuset, der begge er i brunmalet træ, blev opført til åbningen i 1913 efter tegninger af Arnstein Arneberg, der havde vundet en arkitektkonkurrence året før.